# Lyre, Lyre, Hearts on Fire
Lyre, Lyre, Hearts on Fire, traducido como Lira, lira, corazones en ira en España y como Corazones de fuego en Hispanoamérica es el décimo episodio de la quinta temporada de la serie de televisión Xena: la princesa guerrera. Emitido por primera vez el 17 de enero de 2000, fue escrito por Adam Armus y Nora Kay Foster y dirigido por Mark Beesley.
En el episodio, Xena, Gabrielle y Joxer se dirigen a Melodia, la capital griega de la música, para participar en un concurso de bandas cuyo premio es la Lira Dorada. Por su parte, Joxer se siente avergonzado de su hermano gemelo, Jace.
Se trata del segundo episodio musical de la serie después de The Bitter Suite. Mientras que este usaba canciones originales, Lyre, Lyre, Hearts on Fire recurre a canciones ya existentes como War, Sisters Are Doin' It for Themselves, (There's) Always Something There to Remind Me, Kick Out the Jams y People Got to Be Free. También incluye la canción Getting Ready con una melodía y un estilo basados en la canción The Telephone Hour, del musical Bye Bye Birdie. El 13 de junio de 2000, la compañía discográfica Varèse Sarabande lanzó un CD con las canciones del episodio.